# Reisedienst Nickel
Reisedienst Nickel ist ein Busunternehmen aus Gelsenkirchen, das auch im Linienbetrieb für mehrere Verkehrsgesellschaften tätig ist.

## Geschichte
1930 gründete Johann Nickel das Unternehmen in Gelsenkirchen-Erle. Nach dessen Unfalltod 1944 übernahm sein damals fünfzehnjähriger Sohn Hans Nickel († 2011) die Leitung. 1960 wurde das Unternehmen als Tausendfeuer-Reisedienst Hans Nickel in das Handelsregister eingetragen. Der Name bezog sich auf den Sitz in Gelsenkirchen, der Stadt der 1000 Feuer.
1967 begann das Unternehmen, Berufsverkehr für die Ruhrkohle AG durchzuführen, welcher bis zur Schließung der letzten Zeche 2019 fortgesetzt wurde. 1968 folgte ein erster Linienverkehr für die Bochum-Gelsenkirchener Straßenbahnen AG. 1973 wurde der Betriebssitz an der Weststraße eröffnet, der 1987 um eine weitere Halle erweitert wurde. Seit 1986 stellt Nickel die Mannschaftsbusse für den FC Gelsenkirchen-Schalke 04. 1989 übernahm Ulrich Nickel die Geschäftsführung.
Im Jahr 2001 firmierte das Unternehmen zur Reisedienst Nickel GmbH um. 2006 erfolgte ein erster Schülerspezialverkehr für die Raphael-Schule e.V. und 2010 ein erster Linienverkehr für die Essener Verkehrs-AG. 2011 fand ein erster Transport von Patienten der ambulanten Rehabilitation der medicos.AufSchalke Reha GmbH & Co. KG statt.
2013 wurde die Nickel-Stiftung gegründet, die benachteiligte Menschen aus der Region unterstützt. Seit ihrer Gründung konnte die Stiftung über 80 Projekte mit einem Gesamtvolumen von mehr als € 500.000,-- realisieren. Für die Auftragsfahrten der Ruhrbahn hat der Reisedienst Nickel einen zweiten Betriebshof in der Essener Weststadt angelegt.

## Tochterunternehmen
Der Reisendienst Wessels aus Recklinghausen ist seit 2001 ein Tochterunternehmen des Reisedienstes Nickel. Er verfügt ebenfalls über einen großen Fuhrpark an Reise- und Linienbusse. Der Reisedienst Wessels fährt überwiegend im Linienbetrieb für die Vestischen Straßenbahnen und die DSW21. 

## Linienbetrieb
| Linie | Strecke | Im Auftrag von                                     | Fahrzeugeinsatz |
| ----- | --- | -------------------------------------------------- | --------------- |
| SB36  | Gelsenkirchen-Hbf. – Musiktheater – Horst – GLA-Brauck – Kiebitzheidestr. – Oberhof – Goetheplatz – GLA-West-Bf. – Musikschule – BOT-Kirchhellen-Hackfurtstr. – Schultze-Delitzsch-Str. | Bogestra / Vestische (Zeitweise/nur am Wochenende) | Gelenkbus       |
| 141   | E-Heisingen Baldeneysee - Kupferdreh - Burgaltendorf - Hattingen-Mitte S-Bahnhof - HAT-Welper                                                                                           | Ruhrbahn / Bogestra                                | Solobus         |
| 143   | E-Borbeck Bahnhof – OB-Neue Mitte – Hauptbahnhof – Fröbelplatz | Ruhrbahn                                           | Solobus         |
| 144   | E-Kray Nord Bahnhof – Steele S-Bahnhof – Überruhr – Stadtwaldtplatz | Ruhrbahn                                           | Solobus         |
| 162   | E-Karlsplatz – Schonnefeldstraße – Altenessen-Bahnhof - E-Karlsplatz | Ruhrbahn                                           | Solobus         |
| 170   | Borbeck-Bahnhof – Vogelheim – Altenessen – Katernberg – Schonnebeck – Kray (Zeitweise Ende) – Steele S-Bahnhof                                                                          | Ruhrbahn (Zeitweise)                               | Gelenkbus       |
| 172   | Karlsplatz - Altenessen-Bahnhof – Schonnefeldstraße – Karlsplatz | Ruhrbahn                                           | Solobus         |
| 173   | E-Karlsplatz – GE-Feldmark – E-Katernberger-Markt | Ruhrbahn                                           | Solobus         |
| 183   | E-Karlsplatz – Stoppenberg – Schonnbeck – Katernberger-Markt | Ruhrbahn                                           | Solobus         |
| 194   | GE-Hauptbahnhof – Rotthausen – E-Kray – Steele – Stadtwaldplatz – Bredeney – Hügel – Haarzopf-Erbach                                                                                    | Bogestra / Ruhrbahn (Zeitweise)                    | Gelenkbus       |
| 342   | GE-Buer-Westfälische-Hochschule – Schaffrath – Beckhausen – Buer-Süd-Bf – Erle – Zoom-Erlebniswelt – HER-Crange – Bickern – Freizeitbad-Wannanas – Wanne-Eickel-Hbf.                    | Bogestra                                           | Solobus         |
| 382   | GE-Bismarck – Tossehof – Grillo-Gymnasium – Hauptbahnhof – Feldmark-Katernberger Straße                                                                                                 | Bogestra (Zeitweise/nur Sonntags)                  | Solobus         |
| 384   | GE-Heßler-Terneddenstr. – Schalke – Bismarck – HER-Unser-Fritz – Wanne-Eickel-Hbf | Bogestra                                           | Solobus         |
| 396   | GE-Buer-Rathaus – Beckhausen – Schaffrath – Horst | Bogestra                                           | Gelenkbus       |
| 397   | GE-Buer-Rathaus – Erle – Resser-Mark | Bogestra                                           | Solobus         |
| 398   | GE-Buer-Rathaus – Erle – Resser-Mark – Erle – Sutum | Bogestra                                           | Solobus         |
| 399   | GE-Buer-Rathaus – Fachhochschule (nur zu Vorlesungszeiten) | Bogestra                                           | Gelenkbus       |
| NE1   | Essen Hbf - Altenessen - Karnap - GE-Essener Str. | Ruhrbahn                                           | Gelenkbus       |
| NE3   | Essen Hbf - Schonnebeck - Kray - Leithe | Ruhrbahn                                           | Solobus         |
| NE5   | Essen Hbf - Huttrop - Steele - Hörsterfeld | Ruhrbahn                                           | Solobus         |
| NE5   | Bochum Hbf - Stahlhausen - WAT-Eppendorf - BO-Dahlhausen | Bogestra                                           | Gelenkbus       |
| NE6   | Bochum Hbf - Stahlhausen - WAT-Höntrop - Westenfeld - Wattenscheid - Höntrop - Stahlhausen - Bochum Hbf                                                                                 | Bogestra                                           | Solobus         |
| NE7   | Essen Hbf - Stadtwald - Heisingen | Ruhrbahn                                           | Gelenkbus       |
| NE10  | Essen Hbf - Frohnhausen - Haarzopf | Ruhrbahn                                           | Gelenkbus       |
| NE13  | GE-Hauptbahnhof - Ückendorf - BO-Günnigfeld - Wattenscheid/August-Bebel-Platz - E-Leithe - Kray-Nord-Bf - GE-Rotthausen/Achternbergstraße - GE-Hauptbahnhof                             | Bogestra                                           | Solobus         |
| NE14  | Bergeborbeck - Holsterhausen - Huttrop - Steele - Kray | Ruhrbahn                                           | Solobus         |
| NE14  | GE-Rotthausen/Lanschede - Hauptbahnhof - Feldmark - Heßler - Horst - Beckhausen - Buer/Rathaus                                                                                          | Bogestra                                           | Gelenkbus       |
| NE15  | Kray - Schonnebeck - Katernberg - Altenessen - Borbeck | Ruhrbahn                                           | Solobus         |
| NE16  | Essen Hbf - Bergeborbeck - Essen Dellwig - Bottrop | Ruhrbahn                                           | Gelenkbus       |